# Christiansfeld
Christiansfeld je město v Dánsku, v regionu Jižní Dánsko, v obci Kolding.
Město založili Moravští bratři v roce 1773 a pojmenovali na počest krále Kristiána VII., který jim dal pozemek a různá privilegia. Od roku 2015 je součástí Světového dědictví UNESCO. Většina původní zástavby vznikla mezi roky 1773 a 1800, město je výjimečné urbanistickým konceptem, odpovídajícím ideálům obnovené Jednoty bratrské.
Na konci dánsko-německé války v roce 1864 připadlo město a celé Šlesvicko Prusku. Pod pruskou (německou) správou zůstalo až do roku 1920, kdy bylo přičleněno zpět k Dánskému království.

## Moravská církev
Protože vyznání víry moravanů není v rozporu s vyznáním dánské církve, tato evangelicko-luteránská svobodná kongregace stále existuje a hlásí se ke svému původu, jímž je ochranovský pietismus. V Christiansfeldu toto otevřené společenství udržuje tradici hodů lásky, které pořádá dvakrát ročně. Prostřednictvím „Unitas Fratrum“ je propojeno s moravskými církvemi v Evropě, USA i v bývalých misijních oblastech, které se rozprostírají po celém světě.

## Galerie

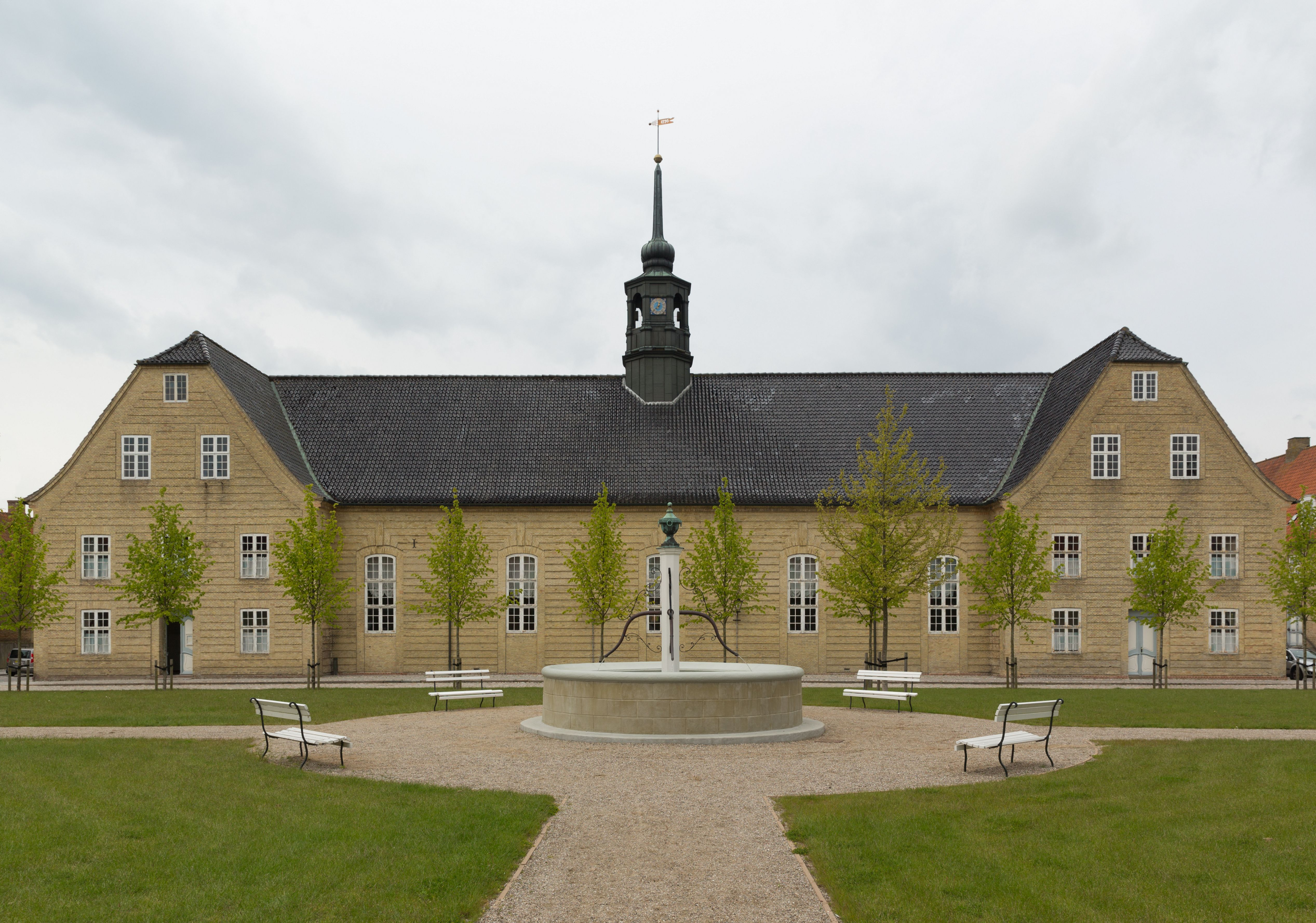
Sborový dům
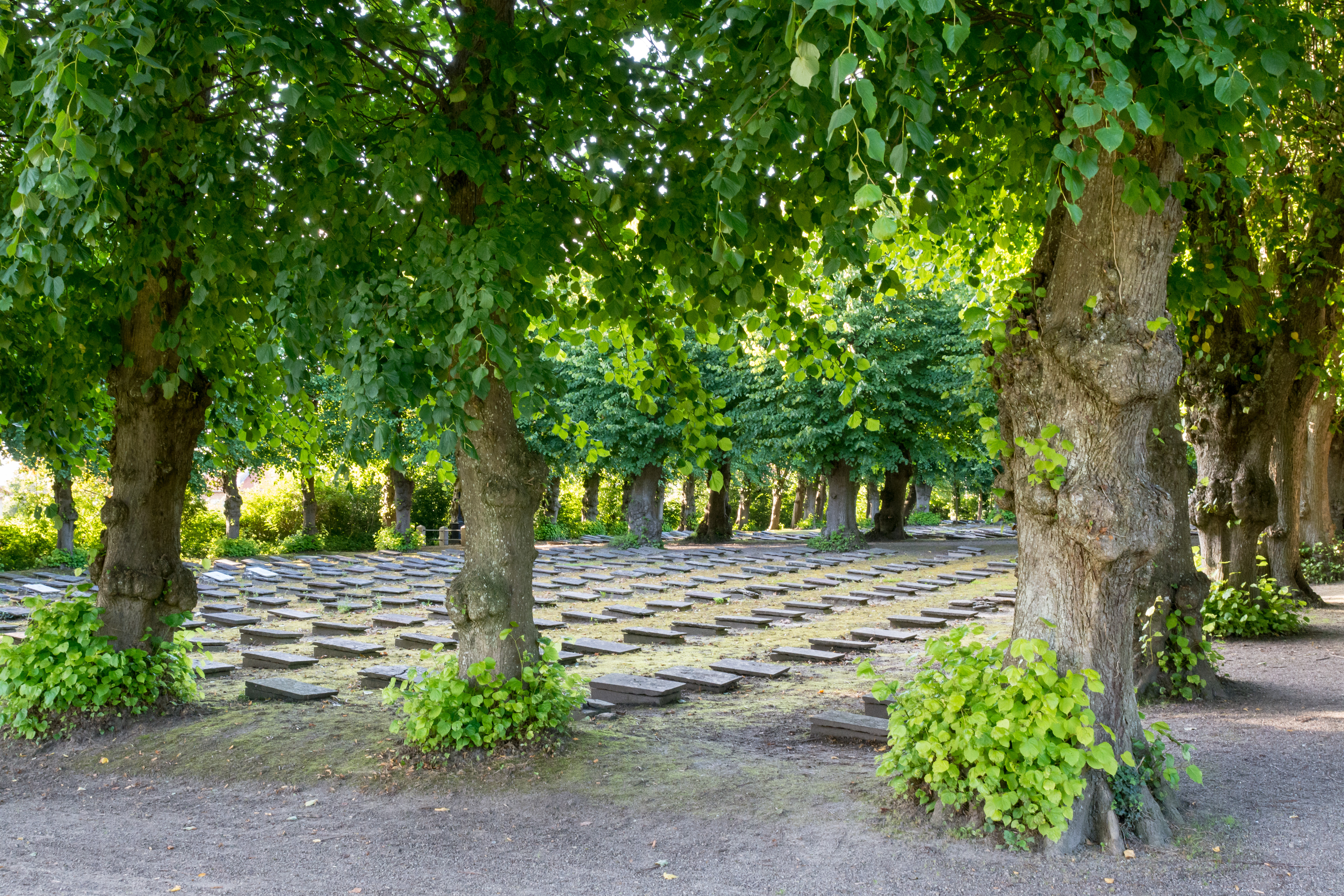
Boží pole
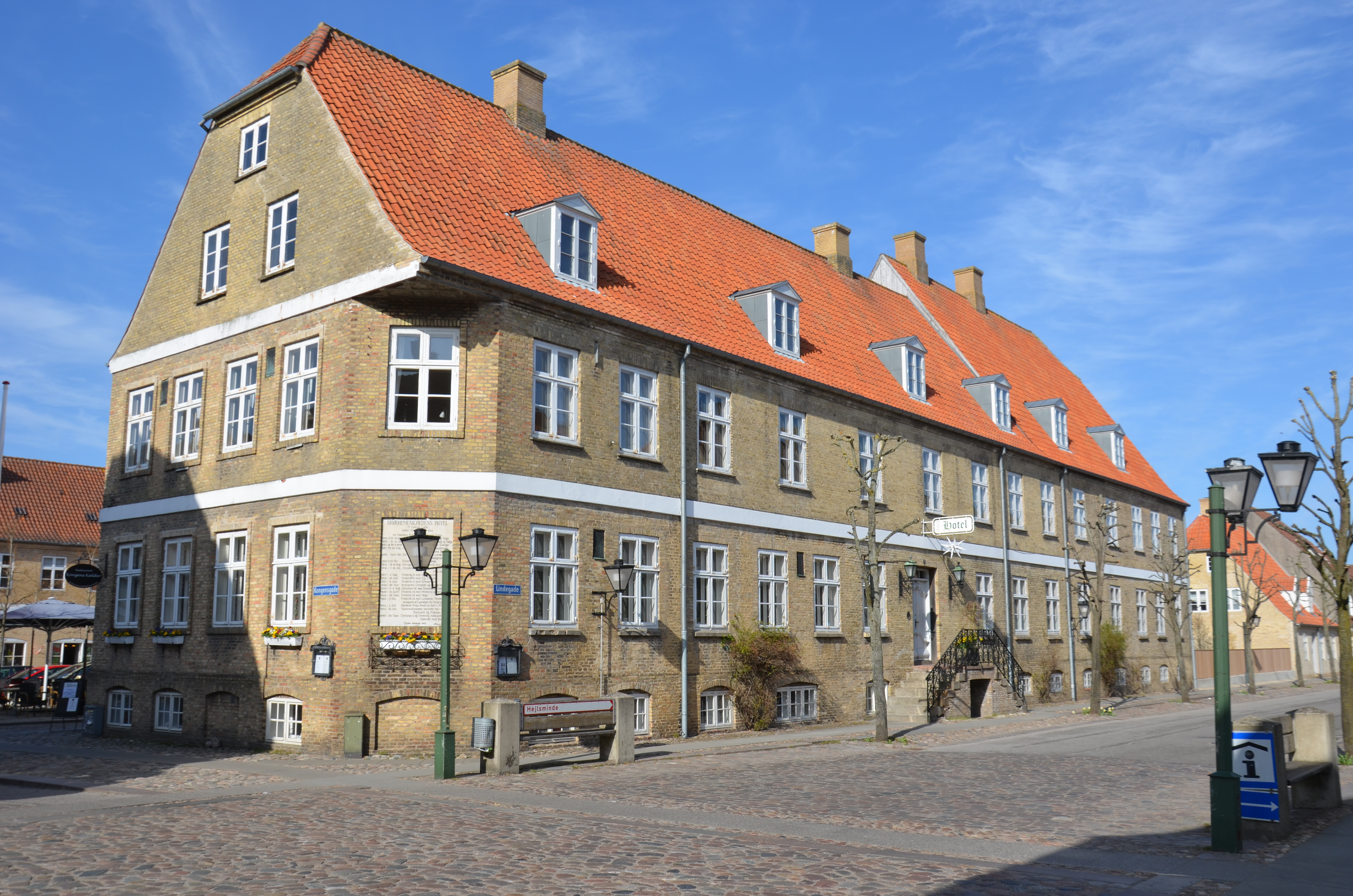
Bratrský hotel
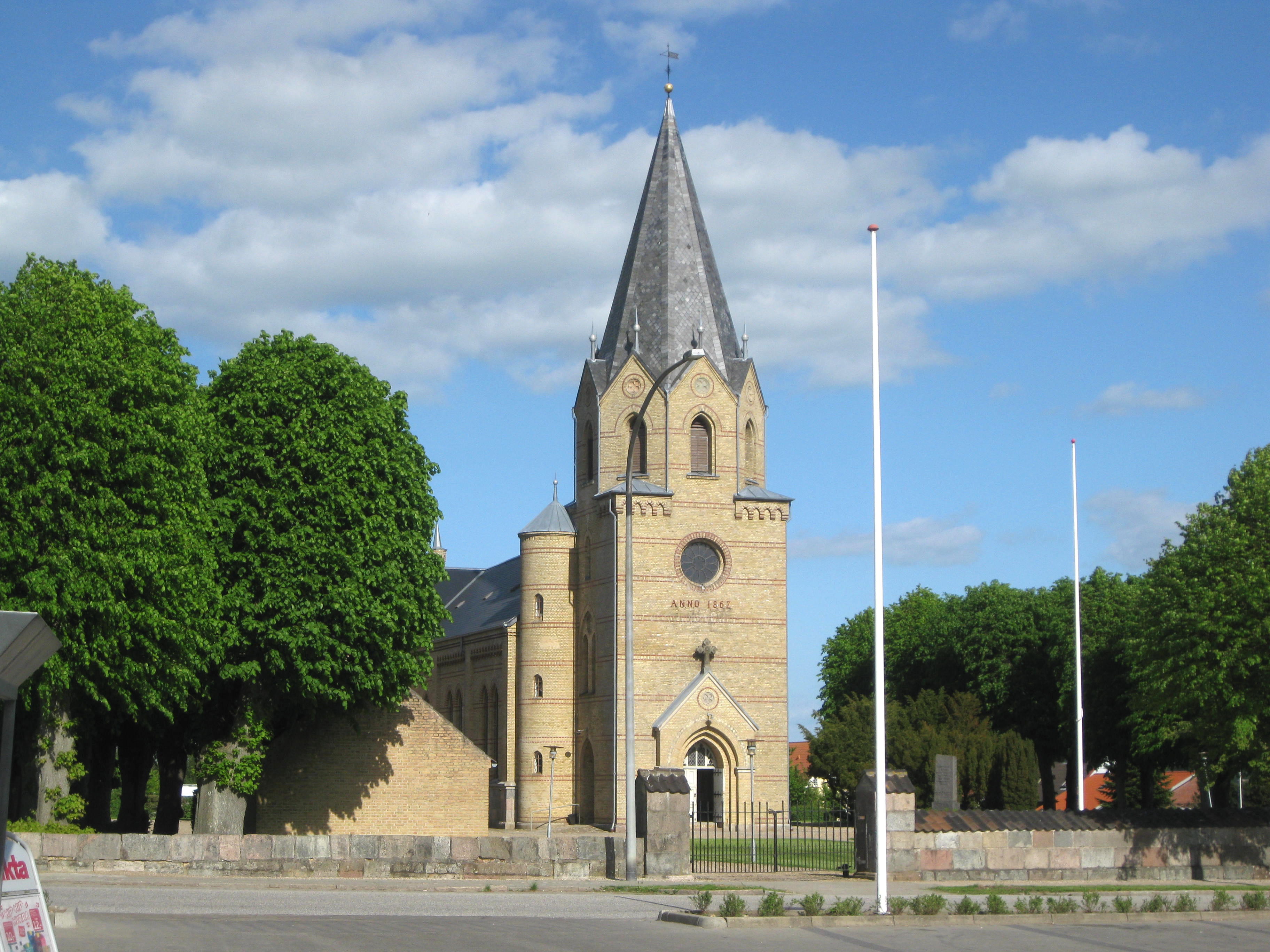
Luteránský kostel
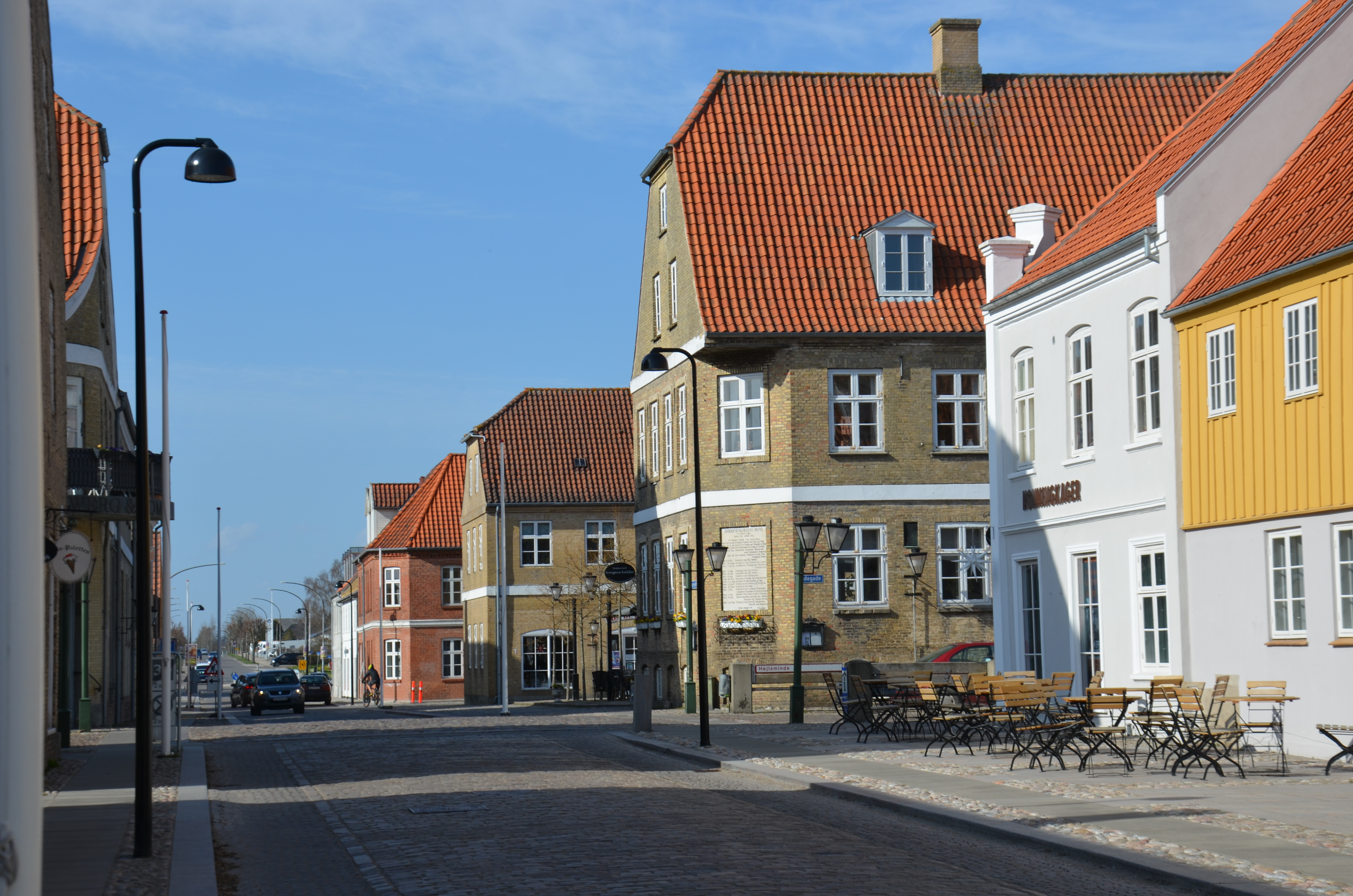
Královská brána